# Preston Holder
Preston Holder (10. září 1907 Wabash, Indiana – 3. června 1980 Lincoln, Nebraska) byl americký archeolog a fotograf.

## Životopis
V roce 1930 nastoupil na Kalifornskou univerzitu v Berkeley, kde studoval antropologii. Tam se setkal s fotografem Willardem Van Dykem poté, co napsal práci o jeho fotografiích. Van Dyke ho představil Anselu Adamsovi, Edwardu Westonovi, Imogen Cunninghamové i dalším fotografům ze San Francisca a okolí a Holder brzy začal fotografovat v podobném stylu jako oni. V roce 1932 byl na setkání v domě Van Dyka v Berkeley, kde tato skupina diskutovala o záměru své umělecké vize propagovat společně. Když pro svou skupinu hledali jméno, Holder navrhl „US 256“, což bylo tehdy běžně užívané označení clonového čísla pro velmi malou clonu na objektivu fotoaparátu. Adams se obával, že jméno by mohlo veřejnost mást (podobně se označovala federální dálnice), proto navrhl „f/64“, což bylo odpovídající nastavení clony pro fokální systém, který tehdy získával na popularitě. Z této diskuse vzešla slavná Skupina f/64. Později v témže roce se Holder zúčastnil pilotní výstavy Skupiny f/64 v muzeu M. H. de Young Memorial, kde vystavil čtyři tisky.
Holder dál fotografoval, ale zároveň pokračoval ve studiu v Berkeley a v roce 1935 získal titul B. A. O jeho fotografické kariéře po ukončení studia nejsou téměř žádné písemné doklady. V roce 1940 se o fotografování pravděpodobně přestal zajímat a na plný úvazek se začal věnovat archeologii.
V roce 1951 získal titul Ph.D. na Columbia University. S pomocí archeologa Antonia J. Waringa juniora zahájil v září 1937 vykopávky pohřebních mohyl na malém kopci Irene, který se nachází na předměstí Savannah v americkém státě Georgie. Práce na vykopávkách trvaly téměř dva roky. Další archeologické práce ve státě Georgie prováděl na letišti Saint Simon na ostrově Saint Simons; odhalil při nich pozůstatky osídlení z období 3000 až 1000 př. n. l. a 1000 př. n. l. až 1000 n. l. (Late Archaic period, Woodland period). O těchto vykopávkách je krátká zmínka v The Waring Papers, díle Antonia Waringa. V roce 1938 Holder napsal Excavations on Saint Simons Island and Vicinity.
Stát Georgie opustil v lednu 1938. Jeho práce v této oblasti byla dále publikována časopisecky a diskutovalo se o ní i v pozdějších publikacích.
Preston Holder zemřel na rakovinu 3. června 1980 ve věku 72 let v Lincolnu v Nebrasce.